# Antonio Marín Muñoz

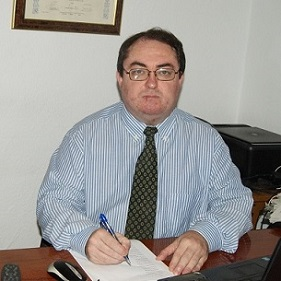
Antonio Marín Muñoz (2014)

Antonio Marín Muñoz (* 1970 in Lopera, Jaén) ist ein spanischer Schriftsteller.
Er hat einen Abschluss in Rechtswissenschaften von der Universität Granada. Sein erstes Buch Der Bürgerkrieg in Lopera und Porcuna (1936–1939) erschien 2001 und liegt bereits in der dritten Auflage vor.
Sein Buch Die Belagerung des Schreins der Jungfrau de la Cabeza (1936–1937) behandelt eine Episode aus dem spanischen Bürgerkrieg.
Sein Buch Der Wiederaufbau der Provinz Jaén unter dem Franquismus beinhaltet eine Studie der von der Generaldirektion der zerstörten Gebiete der Provinz Jaén während des Franco-Regimes (1939–1957) durchgeführten Arbeiten. Es beschreibt ausführlich den Wiederaufbau nach dem Bürgerkrieg.
2012 erschien im in Florida beheimateten Verlag Portilla Foundation das Buch The difficult years in Jaen, welches das Leben eines Spaniers in der Stadt Jaen während des Krieges beschreibt.
Im Jahr 2014 veröffentlichte er den Roman Eine Krankenschwester in der Schlacht von Lopera in Editorial Roter Kreis. Dieses Buch erzählt die Geschichte einer Krankenschwester während der Schlacht von Lopera (1936), während des spanischen Bürgerkrieges.
Im Jahr 2019 veröffentlichte er den Roman „Republik Jaén 1931“, herausgegeben vom Editorial Roter Kreis, und das sammelt die einzigartige Geschichte des Gesellen Andrés Martos, der den Eintritt in die Zweite Spanische Republik (1931–1936) voll leben wird. In diesem Buch wird Fiktion mit historischen Daten vermischt, eine gute Zutat für Liebhaber der Geschichte.

## Bibliographie
- La guerra civil en Lopera y Porcuna. (1936–1939). Vestigios de la contienda. A. Marín, Lopera (Jaén) 2001, ISBN 84-607-2112-4.
- Asedio al Santuario de Santa María de la Cabeza de Andújar, años 1936-1937. A. Marín, Lopera (Jaén) 2004, ISBN 84-609-1981-1.
- Posguerra en Lopera (1939–1950). A. Marín, Lopera (Jaén) 2006, ISBN 84-611-1346-2.

- La reconstrucción de la provincia de Jaén bajo el franquismo (1939–1957). La Dirección General de Regiones Devastadas. A. Marín, Lopera (Jaén) 2007, ISBN 978-84-611-8488-0.
- Aquellos años terribles. La vida de posguerra en un pueblo de Jaén. A. Marín, Lopera (Jaén) 2010, ISBN 978-84-614-3526-5.
- Los años difíciles en Jaén. Portilla Foundation, Tampa FL 2012, ISBN 978-1-4774-1261-9.
- Una enfermera en la Batalla de Lopera. Círculo Rojo Editorial, Roquetas de Mar 2014, ISBN 978-84-9050-977-7.
- República. Jaén 1931. Círculo Rojo Editorial, Roquetas de Mar 2019, ISBN 978-84-1317-402-0.